# Schweicher Annaberg

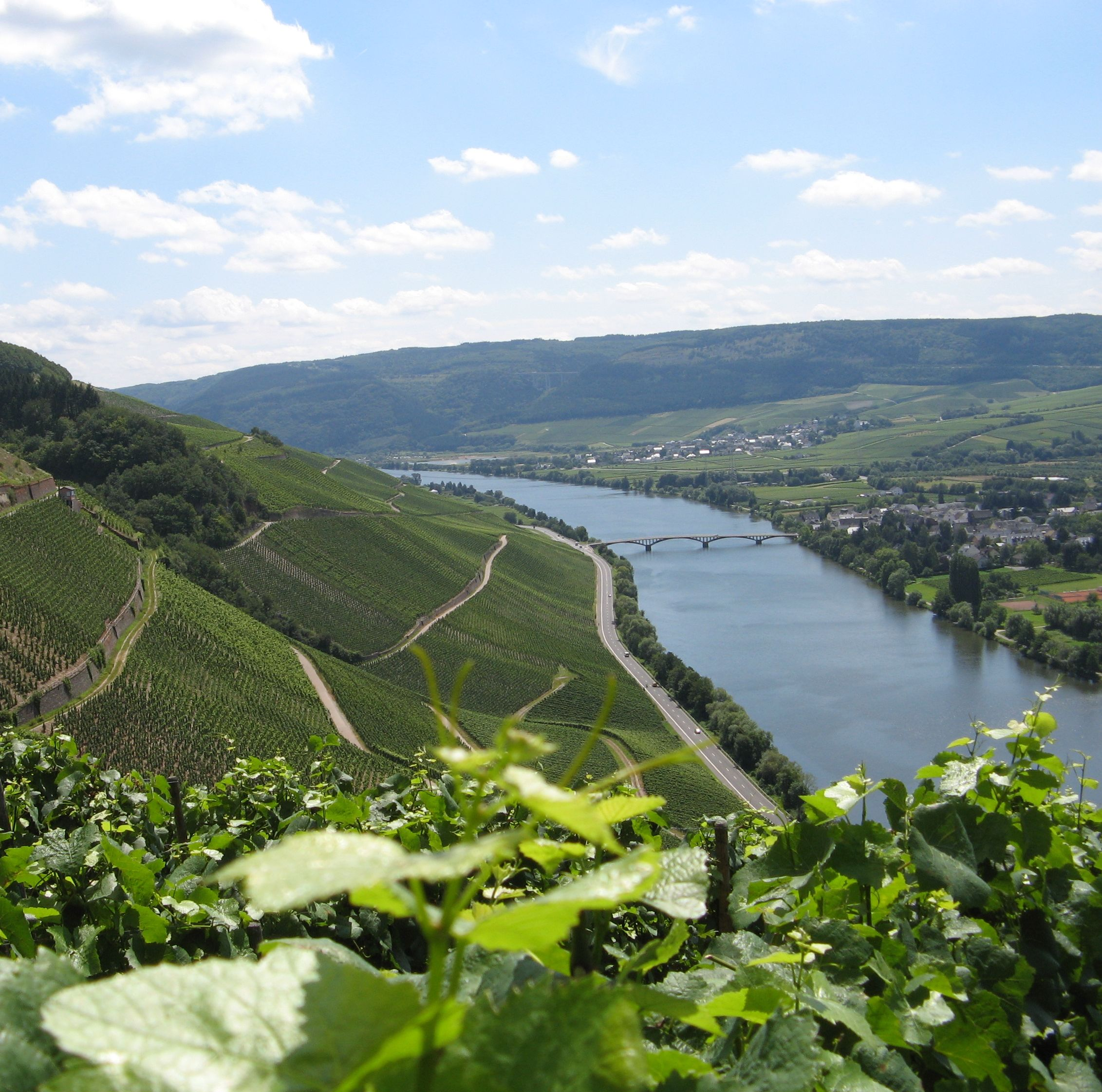
Schweicher Annaberg

Der Schweicher Annaberg ist eine Weinlage in der Stadt Schweich an der Mosel im Weinbaugebiet Mosel. Der Steillagen-Hang ist rein südlich ausgerichtet.
Bodenstruktur: tiefgründiges Rotliegend aus der Wittlicher Senke verbindet sich mit rotem Schiefer und Grauwacken.
Der Annaberg wurde in der historischen Lagenklassifikationskarte (Saar- und Mosel-Weinbau-Karte für den Regierungsbezirk Trier) durch den königlich-preußischen Kataster-Steuerinspektor Klotten im Jahre 1868 als „Lage erster Klasse“ eingestuft.